# Ключ 101
Ключ 101 (трад. и упр. 用)  — ключ Канси со значением "использовать"; один из 23, состоящих из пяти штрихов.
В словаре Канси есть  10 символов (из 49 030), которые можно найти c этим радикалом.

## История
Древняя идеограмма имеет несколько толкований. Одно из них, что рисунок изображал изгородь, используемую в качестве ограждения поля для выпаса животных.
В современном языке иероглиф используется в значениях: «применять, употреблять, пускать в дело, использовать на работе, управлять», «дело, надобность, пригодность, применение, расходы, трата».
В качестве ключевого знака иероглиф используется редко.

Вид в Цзиньвэнь
Вид в Цзягувэнь
Вид в большой печати Чжуаньшу
Вид в малой печати Чжуаньшу

В словарях находится под номером 101.

## Примеры иероглифов
| Доп. штрихи | Иероглифы |
| ----------- | --------- |
| 0           | 用 甩     |
| 1           | 甪        |
| 2           | 甫 甬     |
| 4           | 甭 甮     |
| 7           | 甯        |

- Примечание: Ваш браузер может отображать иероглифы неправильно.